# أبو الجارود الهمداني
أبو الجارود زياد بن المنذر بن زياد الهمداني القريفي كان من أوائل علماء الشيعة الزيدية، ومؤسس الفرع الزيدي من الجارودية. هو من مواليد ق. 700، وكان أعمى منذ ولادته، لكنه أصبح من أبرز تلاميذ الإمام الشيعي محمد الباقر، وسُجل باعتباره من التابعين لرواية الحديث ومفسرًا للقرآن، على الرغم من أن التقاليد السنية والشيعية الاثني عشرية اللاحقة تنتقده باعتبارها غير موثوقة. كان أبو الجارود من المؤيدين لثورة زيد بن علي التي ستنتهي بقتله في عام 740، وفي أعقابها رفض الاعتراف بابن الباقر، جعفر الصادق، كإمام. وقد أكسبه هذا عداء علماء الشيعة الاثني عشرية في وقت لاحق، الذين مع ذلك يقبلون بعض التقاليد التي ينقلها، في حين يرفضه أهل السنة عمومًا باعتباره غير موثوق به. توفي في وقت ما بعد عام 757/767 م.